# Droga wojewódzka nr 761
Droga wojewódzka nr 761 (DW761) – droga wojewódzka z Kielc do Piekoszowa o długości 9 km. Droga w całości znajduje się na terenie powiatu kieleckiego oraz miasta Kielce w województwie świętokrzyskim.

## Miejscowości leżące przy trasie DW761
- Kielce
- Szewce
- Jaworznia
- Piekoszów